# ThetaHealing
ThetaHealing est une méthode de développement personnel créée par Vianna Stibal en 1994 pour aider les gens à changer les croyances subconscientes restrictives qui les empêchent d'atteindre leurs objectifs en matière de santé, de réussite ou d'amour.

## Application
Le ThetaHealing est mis en pratique sous la forme de séances individuelles appelées « sessions sur les croyances », au cours desquelles le client et le praticien Theta sont assis directement l'un en face de l'autre ou au téléphone. Il peut également être utilisé comme un moyen d'auto-méditation et d'introspection quotidienne. L'idée est que le participant peut identifier et changer les soi-disant « croyances » susceptibles de se trouver dans le subconscient au niveau du noyau, de la génétique, de l'histoire et de l'âme.
L'objectif consiste à améliorer la santé et le bien-être général, comme l’explique Vianna : « Le travail sur les croyances nous donne la capacité d'éliminer et de remplacer les schémas de pensée négatifs par des schémas positifs et bénéfiques.

## Philosophie
Selon Vianna Stibal, la philosophie du ThetaHealing est centrée sur les « Sept Plans de l’existence » qui fournissent un cadre pour montrer l'importance du « Créateur de tout ce qui relève du Septième Plan », également décrit comme « un lieu d'amour et d'intelligence parfaits. »,Les sept plans de l’existence expliquent le monde physique et spirituel en relation avec le mouvement des atomes et des particules, le septième plan étant la force de vie qui crée tout.

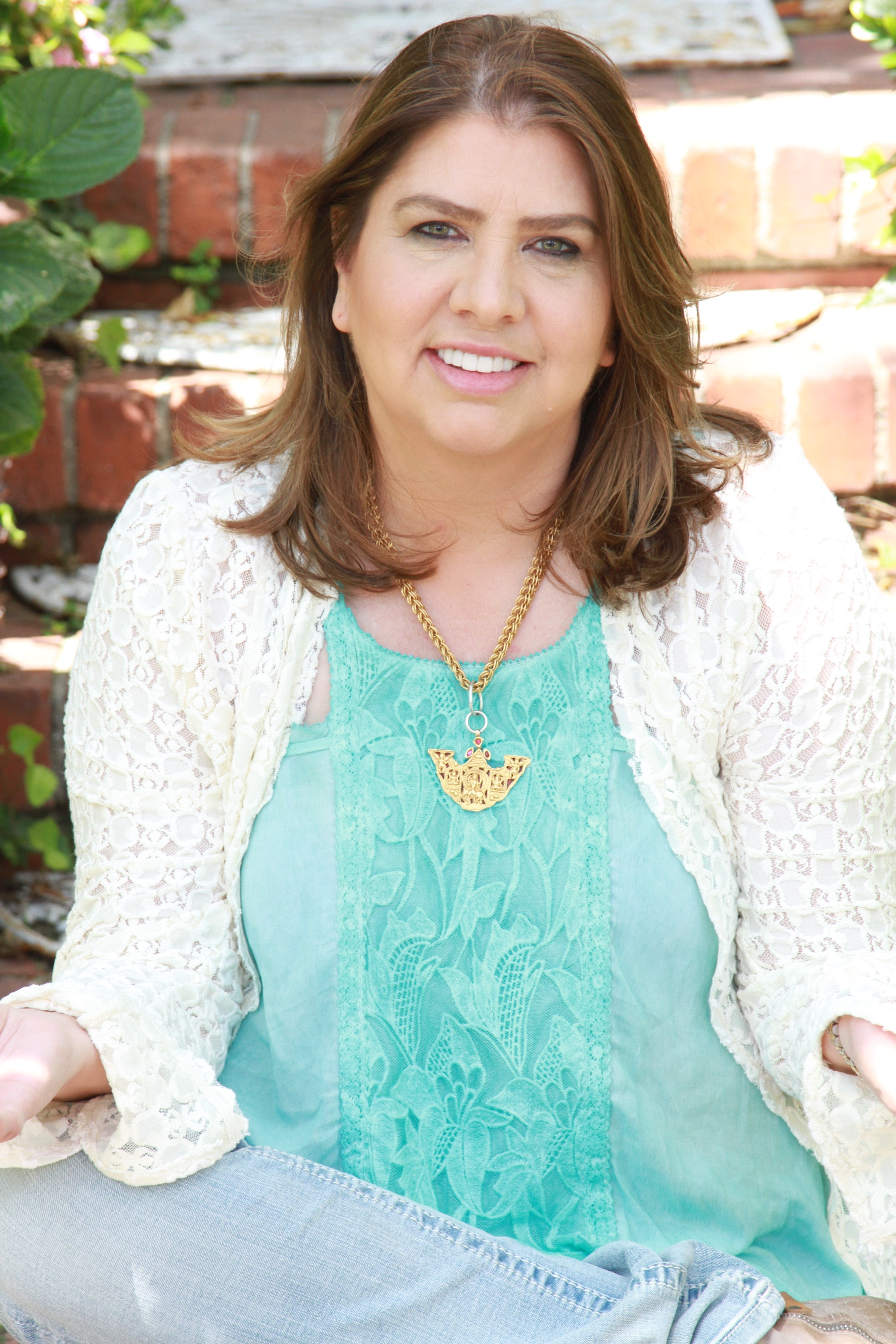
Vianna Stibal

En outre, ses concepts peuvent s'intégrer à la plupart des concepts religieux.

## Critique
La philosophie du ThetaHealing a été critiquée en raison de sa nature ésotérique et confessionnelle,.